# 1956年メルボルンオリンピックのアルゼンチン選手団
1956年メルボルンオリンピックのアルゼンチン選手団（1956ねんメルボルンオリンピックのアルゼンチンせんしゅだん）は、1956年11月22日から12月8日にかけてオーストラリアのメルボルンで開催された1956年メルボルンオリンピックのアルゼンチン選手団、およびその競技結果。

## メダル
| メダル | 選手名               | 競技                 | 種目         |
| ------ | -------------------- | -------------------- | ------------ |
| 銀     | Humberto Selvetti    | ウエイトリフティング | 男子ヘビー級 |
| 銅     | ビクトル・サラサール | ボクシング           | 男子ミドル級 |